# حزب المجاهدین
حزب المجاهدین یک گروه جدایی‌طلب کشمیری است که در سپتامبر ۱۹۸۹ توسط محمد احسن دار پایه‌گذاری گردید. این گروه که از سال ۱۹۸۹ در مناقشه جامو و کشمیر فعال است، توسط هند، اتحادیه اروپا و ایالات متحده آمریکا به عنوان یک سازمان تروریستی شناخته شده‌است.